# 리차르드 리오스
리차르드 리오스 몬토야(스페인어: Richard Ríos Montoya, 2000년 6월 2일~)는 콜롬비아의 축구 선수이다. 현재 포르투갈 프리메이라리가의 벤피카와 콜롬비아 축구 국가대표팀에서 미드필더로 활동하고 있다.

## 구단 경력

### 플라멩구
2020년 1월 23일, CR 바스쿠 다 가마와의 원정 경기에서 후반에 교체 선수로 투입되어 1군 데뷔를 했다.
2020년 9월 27일, 파우메이라스와의 원정 경기에서 리그 데뷔전을 치렀으며, 2021년 12월까지 구단과의 계약을 연장했다.